# 维克多-弗朗索瓦·德·布罗伊
維克多·弗朗索瓦，第二代布羅伊公爵（法語：Victor-François, 2e duc de Broglie，1718年10月19日—1804年3月30日） 法国贵族和军官，路易十五和路易十六时代的法国元帅。法国大革命时期流亡的法国贵族之一。他曾与他的父亲弗朗索瓦-马利·德·布罗伊公爵参加意大利的帕尔马战役和瓜斯塔拉战役，并在1734年获得了上校军衔。

## 生平
在奥地利王位继承战争中，他参加了1742年的布拉格战役，成为一名准将。在1744年和1745年在莱茵军团任职，他父亲1745年去世后继承了布罗伊公爵。随后在驻扎低地国家的萨克斯元帅手下任旅长 （Maréchal de Camp），战争结束时，他被晋升为中将。
七年战争期间他曾先后在路易·夏尔·塞萨尔·勒特里耶、夏尔·德·罗昂-苏毕兹和康塔德斯侯爵指挥下，从哈尔斯滕贝克开始起参加了所有的战斗，他在卑尔根(1759)击败了不伦瑞克的费迪南亲王，为他赢得了法国元帅和神圣罗马帝国亲王（Reichsfürst，弗兰茨一世皇帝所封）头衔。
1759年，他赢得了卑尔根战役，在康塔德斯侯爵指挥下参加明登战役，1760年，他赢得了克罗纳赫战役，但在1761年在威灵豪森（Villinghausen）被击败。
1778年，他被命令指挥法军，对抗英格兰。1789年7月，路易十六任命他担任战争大臣，指挥集结在凡尔赛周围的军队，企图平息以后发展为法国大革命的骚乱，几天后事败，逃离法国。流亡之后，布罗伊公爵担任过陆军亲王（"Army of the Princes"）一段时间(1792)。
布罗伊公爵1804年在威斯特伐利亚明斯特去世，因为公爵的长子夏尔-路易-维克多死于恐怖时期，继承他的孙子維克托·德布羅伊成为了第三代布罗伊公爵。

## 子女
- 夏尔-路易-维克多 (布罗伊世子)
- 莫里斯-让·德·布罗伊主教

## 其他
- 七年战争